# 金泽海未来图书馆
金泽海未来图书馆（日语：／ Kanazawa Umi-Mirai toshokan */?）是位於日本石川縣金澤市的公共圖書館，於2011年5月21日開館，截至2014年有館藏約228,000冊。曾在2013年被英國BBC稱為「全世界最美麗的四大公立圖書館」，也曾被美國旅遊指南Fodor’s評選為「全球最具魅力的20所圖書館」之一。

## 建築
海未來圖書館由日本K＆H建築事務所設計，為地下1層及地上3層建築物，外型呈現一個45米x45米x12米的立方體，由「穿㝫牆」閉合而成；外牆則有共6000個（200／250／300 mm大小）的孔洞將光線打進館內。

## 外部連結
- 金沢海みらい図書館 （页面存档备份，存于）

36°35′39″N 136°36′15″E / 36.5943°N 136.6043°E